# Newsletter
Newsletter – biuletyn lub czasopismo rozsyłane do prenumeratorów za pomocą poczty elektronicznej.
Dawniej (przed powstaniem Internetu) była to forma szybkiego czasopisma naukowego powielanego na kserokopiarce i rozsyłanego do zainteresowanych prenumeratorów. Forma taka była szybsza niż tradycyjne przygotowanie poligraficzne, służyła do szybkiej dyskusji naukowej. Obecnie papierowa forma kserowanych newsletterów znajduje się w zaniku i wypierana jest przez coraz powszechniejsze wersje elektroniczne.
Z tej formy dystrybucji korzystają biuletyny naukowe, branżowe, firmowe, gazety elektroniczne (zarówno w formacie tekstowym – ASCII, jak i HTML czy PDF). Newslettery przybierają czasem duże formy zbioru informacji, tworząc albo struktury odwołujące się do pełnych artykułów zamieszczonych na stronach WWW, albo też publikując od razu w dostarczanym newsletterze całość tekstu.
Bardzo popularne są newslettery poświęcone informacjom, gdzie – w formie części lub całości tekstu – internauci mogą zapoznać się z najnowszymi wydarzeniami. Prenumerata newsletterów może być płatna. Ta forma spotykana jest najczęściej w przypadku wydawców specjalistycznych. Najczęściej jednak subskrypcja newsletterów jest bezpłatna.
Wraz ze wzrostem popularności newsletterów, powstają także ich internetowe katalogi. W Polsce istnieją NajlepszeNewslettery.pl oraz Znajdź Mail. Do zagranicznych należą: InboxStash oraz InboxReads.